# 地溝

地塁 (Horst) と地溝 (Graben)

地溝（ちこう、独: Graben〈グラーベン〉、羅: fossa〈フォッサ〉）とは、ほぼ平行に位置する断層によって区切られ、峡谷の形状をなしている地塊および地形のことである。侵食によってできた谷とは異なり、基本的に正断層の活動によって形成される。
地溝帯やリフト（英: rift）も同義語である。類義語にリフトバレー（rift valley、裂谷）がある。これは広義の地溝のうち、拡大しているプレートの境界（発散型境界）のことをさすことが多いが、それに限らず地溝全般をさすこともある。

## 地溝のでき方
地殻において水平方向に伸張力が働くと、その地域には正断層が発達する。この断層線が、水平面においてほぼ平行に複数発達すると、一部地塊は沈降し、峡谷の形状を成す地溝となる。峡谷の側面は断層崖となっている。沈降せずに、山地・台地となった部分は地塁（ホルスト、Horst）と呼ばれる。
平行する断層は2本よりも多くなり、側面の崖には数段の段差ができることがある。この例は大地溝帯に見られ、東アフリカに吹き上げるホットプリュームによってマグマが噴出し、両側に押し広げる力が働くことで、その地域は陥没し地溝となり、それが南北に長く連なって地溝帯を作っている。東アフリカのものは火山活動も伴っている。
日本のフォッサマグナの例では、フィリピン海プレートの沈み込みによって伊豆半島が日本列島に衝突した際、日本列島が中央部で真っ二つに折れてくの字型に曲げられ、その応力部が地溝となり、その後、大量の堆積物により峡谷部が埋積され、現在のような地形となった。
細長い溝状の地形であれば、成因にかかわらず、地溝と呼ぶケースもある。また、地溝は地中に埋没してしまって地表から確認することができない場合もあり、地質調査などからその位置が推定される。

## 付属する地形

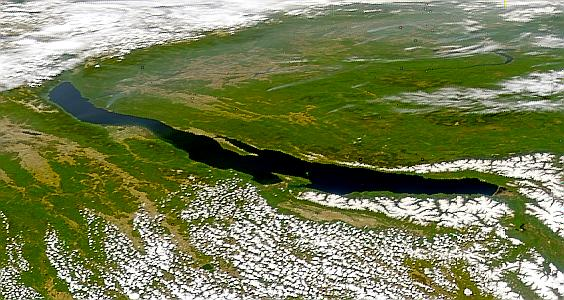
バイカル湖

### 地溝盆地
地溝にできる盆地は地溝盆地と呼ばれ、伊那盆地、諏訪盆地、松本盆地などがその例である。

### 地溝湖
断層運動によって窪地にできる湖は断層湖と呼ばれるが、地溝にできたことを明確にしたいときは地溝湖（rift lake）と呼ぶこともある。諏訪湖、タンガニーカ湖、バイカル湖などがその例である。

### 窪地
また、特に落差が激しい地溝は窪地となり、海面下にまで陥没することもある。死海やヨルダン渓谷などがその例である。

## 主な地溝
- ウヴス・ヌール盆地（モンゴル・ロシア）

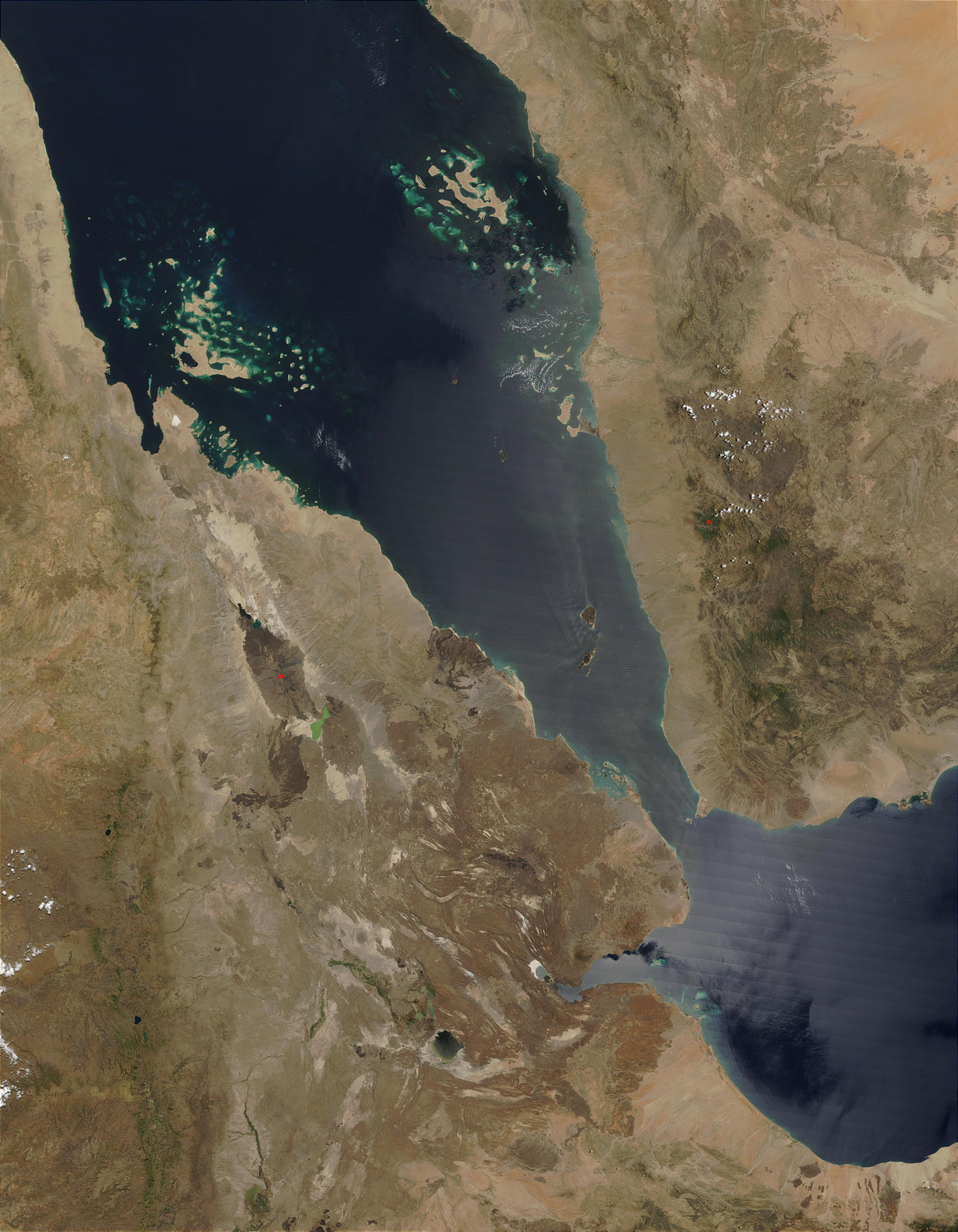
大地溝帯の一部をなすアファール盆地。世界で最も活発な地溝の1つである。

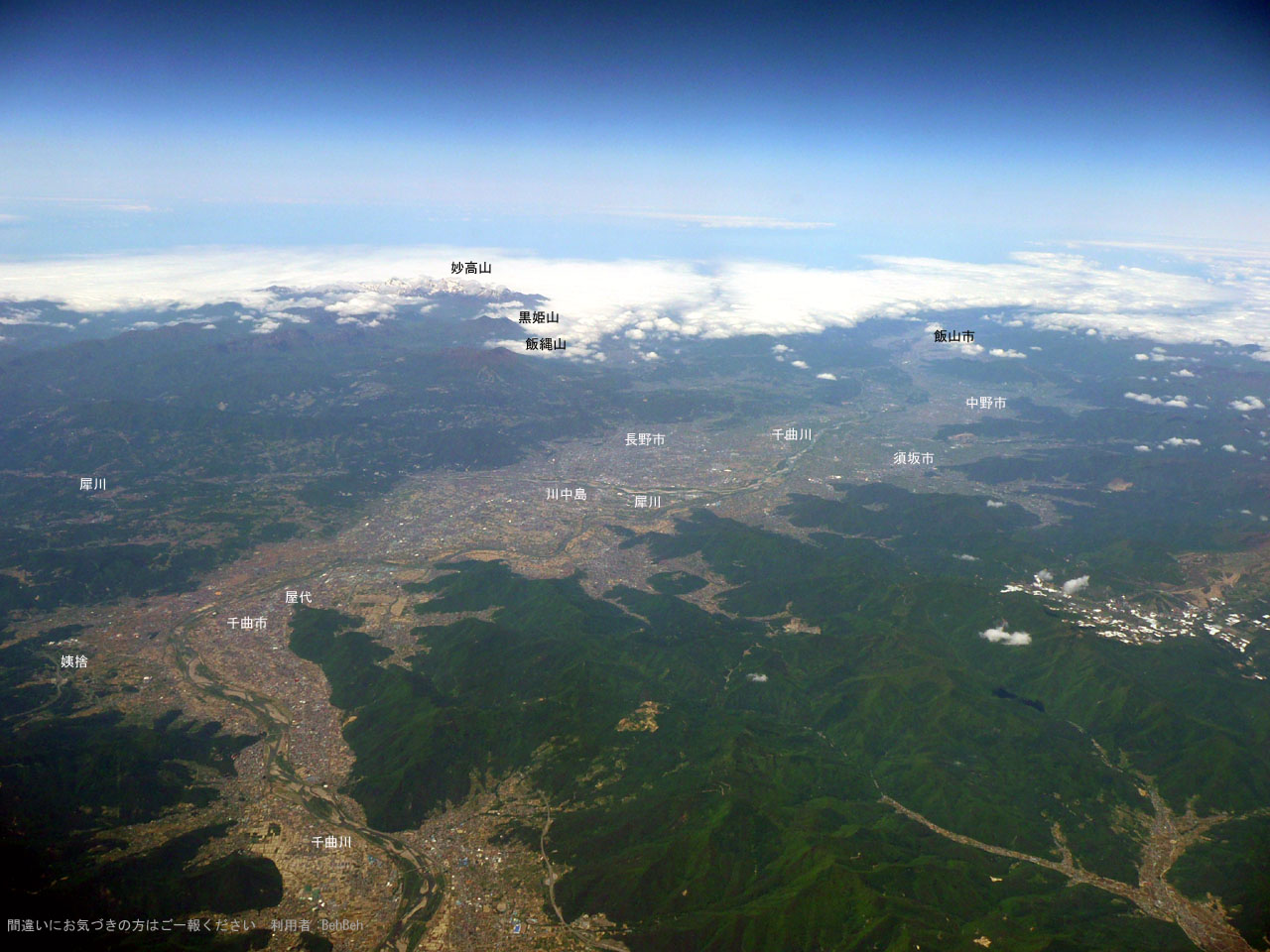
長野盆地

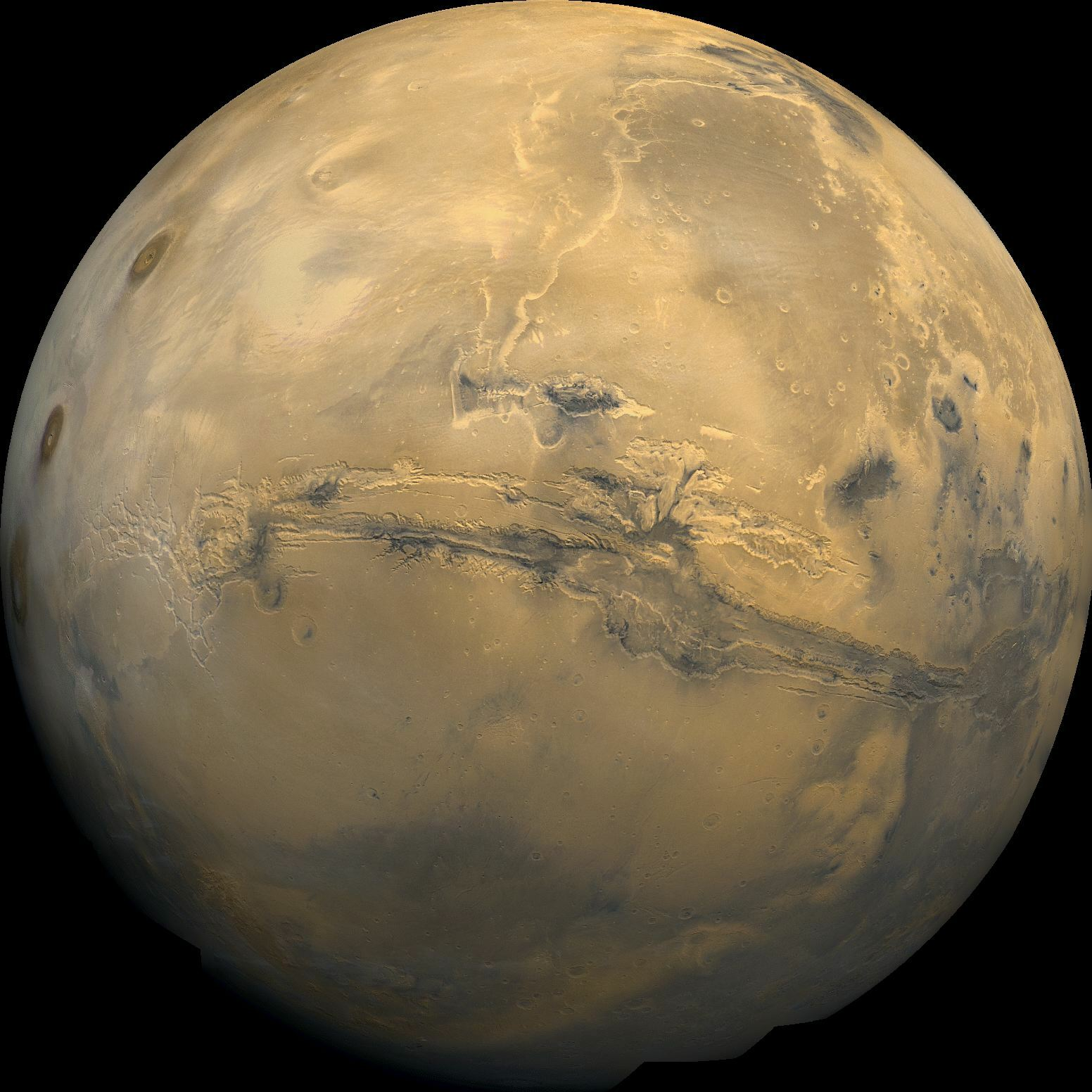
火星の半径よりも長いマリネリス峡谷

- ゴーダヴァリー川のゴーダヴァリー峡谷（インド）
- コリンティアコス湾（ギリシャ）
- サグネ川のサグネ峡谷（カナダ）
- スペリオル湖地域（アメリカ合衆国）
- スペンサー湾（オーストラリア）
- 大地溝帯（アフリカ・西アジア）
  - 東リフト・バレー
  - 西リフト・バレー
  - ニアサ・リフト・バレー
- ティミスカミング湖地域（カナダ）
- デスヴァレー（アメリカ合衆国）
- ナルマダー川のナルマダー峡谷（インド）
- 西南極地溝（南極）
- ニューマドリッド地震帯（アメリカ合衆国）
- バイカル湖地域（ロシア）
- ハウラキ平原とハウラキ湾（ニュージーランド）
- バルハシ湖地域（カザフスタン）
- フォッサマグナ（日本）
- フブスグル湖地域（モンゴル）
- ベイスン・アンド・レンジ（アメリカ合衆国、メキシコ）
- 別府-島原地溝（日本）
- ボストーク湖地域（南極）
- ムベレ地溝（サントメ・プリンシペ、カメルーン、ナイジェリア、チャド）
- ライン川のライン峡谷（フランス、ドイツ）
- リオ・グランデ川のリオ・グランデ峡谷（アメリカ合衆国）

### 地球以外
- アリアデウス谷（月）
- マリネリス峡谷（火星）